# Ночной продавец (фильм)
«Ночно́й продаве́ц» — российский художественный фильм 2004 года.

## Сюжет
В городе орудует маньяк. Его время — ночь. Его любимая погода — дождь. Именно после таких ночей в городе находили его жертвы. И именно в такую ночь подрабатывающий студент заступает на смену в круглосуточный магазин. В эту же ночь его Босс отправляется играть в казино, а жена Босса решает развлечься. В ту же ночь сыщик ожидает нового преступления, чтобы найти и казнить убийцу. В итоге главный герой оказывается в очень неоднозначной ситуации.

## В ролях
| Актёр                | Роль                   |
| -------------------- | ---------------------- |
| Павел Баршак         | Даня (ночной продавец) |
| Ингеборга Дапкунайте | жена хозяина магазина  |
| Андрей Краско        | сыщик                  |
| Андрей Мерзликин     | Покупатель сигарет     |
| Константин Мурзенко  | Покупатель водки       |
| Вячеслав Разбегаев   | хозяин магазина        |
| Виктор Сухоруков     | дневной продавец       |
| Мария Шалаева        | девушка Дани           |
| Спартак Мишулин      | покупатель             |

## Съёмочная группа
- Сценарий и постановка: Валерий Рожнов
- Продюсер: Сергей Сельянов
- Оператор-постановщик: Роман Васьянов
- Художник-постановщик: Алексей Шныров
- Оригинальная музыка: Billy's Band
- Звукорежиссёр: Филипп Ламшин
- Редактор: Валерий Фёдорович
- Монтаж: Мария Сергеенкова
- Директор: Владимир Яценко
- Исполнительный продюсер: Сергей Долгошеин